# Giacomo Giuseppe Costa
Giacomo Giuseppe Costa (Milano, 24 novembre 1833 – Ovada, 15 agosto 1897) è stato un magistrato e politico italiano, già avvocato generale erariale, senatore del Regno d'Italia e Guardasigilli.

## Biografia

### Magistrato
Ancora in fasce rimane orfano del padre Giacomo, originario di Santa Margherita Ligure; la madre Luigia Missaglia trova però appoggio a Gallarate, presso la sua famiglia, di origine benestante, che si prende cura di lei e del figlio.
Il giovane Costa inizia così gli studi a Gallarate per poi trasferirsi di nuovo a Milano a terminare quelli classici, con il desiderio di iscriversi all'università. Milano però, nel 1853, fa parte del Regno Lombardo-Veneto e per il Costa si avvicina la chiamata per assolvere gli obblighi di leva sotto l'Impero austriaco. La volontà del giovane studente è però un'altra, come ci ricorda Giuseppe Saracco, in veste di Presidente del Senato, nella commemorazione tenuta il 16 ottobre 1898 in Ovada: «che per consiglio dei parenti, e per volontà di lui, che fra i compagni di scuola era chiamato il "carlista" perché soleva parlare con entusiasmo, fin da ragazzo, di Re Carlo Alberto e della Dinastia Sabauda, fu allora che avendo a disegno conservata la cittadinanza sarda, riparò a Genova in prossimità dei congiunti dal lato paterno». 

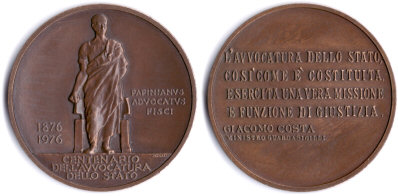
La medaglia coniata per il Centenario dell'Avvocatura dello Stato porta al verso una frase tratta da uno dei suoi discorsi parlamentari.

All'Ateneo genovese si iscrive alla facoltà di giurisprudenza dove si laurea nel 1858 a pieni voti e lode seguendo un breve periodo di pratica forense. Nel 1859, finita la dominazione austriaca, torna a Milano partecipando ad alcune Commissioni governative per l'esame del codice penale e civile e del disegno di legge per l'ordinamento giudiziario (evidentemente in relazione ai problemi di coordimento che si ponevano a seguito dell'annessione della Lombardia al Regno di Sardegna). Per l'apprezzamento riscosso per i servizi resi nelle suddette Commissioni, secondo quanto riferisce il Saracco, viene chiamato, nel luglio 1860, ad entrare in Magistratura presso la Corte d'Appello di Milano, dove rimane fino al 1867 con il grado di Sostituto Procuratore Generale, partecipando a «molti e clamorosi processi penali, specialmente di stampa», alcuni dei quali a carico di Felice Cavallotti in veste di direttore del Gazzettino Rosa.
Nella sua carriera in Magistratura assunse gli incarichi di Procuratore Generale presso le Corti d'Appello di Venezia, Genova, Ancona e Palermo.
Il 12 giugno 1885 muore Giuseppe Mantellini, creatore dell'Avvocatura Erariale, e su proposta del Presidente del Consiglio Depretis, viene chiamato a succedergli (Regio Decreto del 29 ottobre 1885).

### Senatore e Ministro

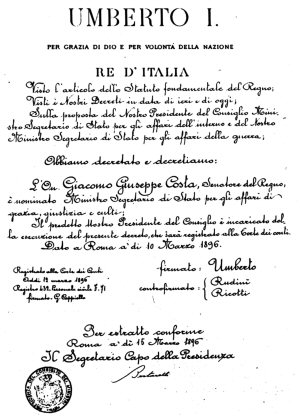
La nomina a Ministro Guardasigilli

Nel 1886 è nominato Senatore del Regno e i suoi numerosi interventi (spesso in qualità di relatore di progetti di legge) sono ampiamente documentati presso l'Archivio del Senato. Nel 1894 sostiene il delicatissimo e difficile ufficio di relatore della Commissione istituita dal guardasigilli per accertare la responsabilità dei funzionari giudiziari che avevano preso parte all'istruttoria del processo per i fatti della Banca Romana.
Il 10 marzo 1896 assume la carica di Ministro Guardasigilli nel Governo Rudinì, formatosi dopo le dimissioni del ministero Crispi a causa della sconfitta di Adua). È confermato anche nel rimpasto dopo la crisi dell'11 luglio 1896. Regge tale carica per circa quindici mesi sino alla morte, avvenuta il 15 agosto 1897 a causa di una grave forma tumorale. Il Presidente del Senato Domenico Farini ricorda, che, durante un colloquio privato svoltosi il 4 febbraio 1897, Umberto I ebbe a dirgli: «Ha visto Costa? È, molto giù, molto giù». Il 2 marzo successivo annota: «Mariotti mi assicura che il Guardasigilli Costa ha un male di vescica incurabile» e il 1º aprile: «Saracco [...] continua dicendo essere Costa un uomo condannato». Malgrado la malattia, negli ultimi giorni di giugno e i primi di luglio il Costa sostiene la complessa discussione del bilancio del suo Ministero. Ma, come si legge nella commemorazione tenutasi presso il Senato, la situazione peggiora: «[...] Di giorno in giorno apparivano sul suo volto emaciato i progressi della malattia; i medici gli raccomandavano il riposo; ma egli, sempre sereno, negava d'essere ammalato e si rifiutava a desistere dal lavoro. Nei primi giorni dell'estate gli giunge una improvvisa terribile notizia: la morte quasi istantanea di un suo figliuolo a Torino. Ed egli, padre infelicissimo, si concede appena ventiquattr'ore per accorrere colà e comporre nella fossa la salma del giovane diletto. Soltanto dopo finita la discussione del suo bilancio in Senato, acconsentì a ritirarsi colla famiglia nella quiete della campagna; ma era troppo tardi. Non era scorso un mese quando egli si sentì prossimo alla fine. Negli ultimi istanti inviò agli augusti Sovrani un telegramma in questi termini:
"Morendo, mando a V.M. l'estremo saluto e l'espressione della mia devozione, che cessa soltanto colla vita".
Il Re da Valsavaranche, la Regina da Gressoney rispondevano profondamente commossi, facendo voti per la conservazione dell'amico. Quando i due telegrammi reali arrivarono ad Ovada, il nobile infermo aveva cessato di soffrire. Sue ultime parole, dirette alla degna consorte, furono: "Vado a raggiungere nostro figlio"».
Si spegne ad Ovada, sua dimora d'elezione dal 1860 dopo il matrimonio con la diciassettenne ovadese Maria Luigia Pesci, alle 17.20 del 15 agosto 1897.
(Umberto I Re d'Italia, Telegramma di Casa Reale alla Signora Costa - Ovada)

## Carriera
- Consigliere provinciale di Milano per Gallarate (1860 -1871)
- Consigliere comunale di Ovada
- Sostituto procuratore superiore di Stato presso il Tribunale d'appello per la Lombardia (28 luglio 1860-14 febbraio 1861)
- Sostituto procuratore generale presso la Corte d'appello di Ancona (14 febbraio 1861-4 maggio 1862)
- Sostituto procuratore generale presso la Corte d'appello di Milano (4 maggio 1862-1866), (febbraio 1867-1869)
- Direttore Capo Divisione Ministero di grazia e giustizia e dei culti in Firenze (1866)
- Segretario particolare del Ministero di grazia e giustizia e dei culti (Vigliani) (1869)
- Segretario generale del Ministero di grazia e giustizia e dei culti (19 luglio 1873-19 marzo 1876)
- Procuratore generale presso la Corte d'appello di Venezia (reggente, 4 settembre 1871) (titolare, 24 dicembre 1874)
- Procuratore generale presso la Corte d'appello di Genova (13 gennaio 1876)
- Procuratore generale presso la Corte d'appello di Palermo (4 novembre 1880)
- Procuratore generale presso la Corte d'appello di Ancona (17 marzo 1881)
- Procuratore generale presso la Corte d'appello di Bologna (17 febbraio 1884)
- Avvocato generale erariale (29 ottobre 1885-10 marzo 1896)
- Senatore del Regno d'Italia (XVI Legislatura: nomina 7 giugno 1886, giuramento 10 giugno 1886)
- Ministro di grazia e giustizia e dei culti (10 marzo 1896-11 luglio), (14 luglio 1896-15 agosto 1897)